# Livia Frege
Pour les articles homonymes, voir Frege (homonymie) et Gerhardt.
Virginia Livia Frege, née Virginia Livia Gerhardt le 13 juin 1818 à Gera et morte le 22 août 1891 à Abtnaundorf (de), est une soprano allemande, prima donna du Altes Theater de Leipzig et cofondatrice de la Leipzig Bach Society.
Elle était connue comme la « reine du chant romantique de Leipzig ». Elle était très connue pour ses interprétations des œuvres de Felix Mendelssohn. Son répertoire inclut des mélodies d'Heinrich Marschner, Franz Schubert et Robert Schumann.

## Biographie

### Jeunesse et éducation
Livia Frege est la fille de l'homme d'affaire Johann Christian Gerhardt (1764-1839) et d'Anna Christiane Friederike Barholomäi. Elle fait ses premières études auprès de Christian August Pohlenz (en) à Leipzig. En 1834, elle prend des leçons avec la cantatrice Wilhelmine Schröder-Devrient à Dresde, pour s'améliorer.

### Carrière
Livia Frege fait ses débuts le 9 juillet 1832 à l'âge de 14 ans au Gewandhaus de Leipzig, dans un concert organisé par Clara Schumann, où elle joue une aria et un duo du compositeur Ferdinando Paër,. En octobre 1832, elle obtient la place de second chanteur au Gewandhaus. En 1833, elle interprète le rôle d'Amazili dans Jessonda de Louis Spohr,. Les deux années suivantes, elle interprète trente-deux rôles parmi lesquels Julia dans I Capuleti e i Montecchi de Vincenzo Bellini, Alice dans Robert le Diable de Giacomo Meyerbeer, Cherubin dans Les Noces de Figaro de Wolfgang Amadeus Mozart, Rosine dans Le Barbier de Séville de Gioachino Rossini. Au printemps 1835, elle fait une apparition au Théâtre national allemand de Weimar, et en juillet 1835, elle prend ses engagements au Königsstädtisches Theater de Berlin,.
Lors de la saison 1835 -1836, elle chante au Staatsoper Unter den Linden de Berlin. Elle retourne à Leipzig après son marriage en 1836 avec le juriste Woldemar Frege et met fin à sa carrière à l'âge de 18 ans. Après cela, elle n'apparait qu'occasionnellement, souvent pour des concerts de charité ou des concerts d'église, préférant enseigner. Elle chante cependant le rôle de la Peri dans la création mondiale de l'oratorio de Robert Schumann, Le Paradis et la Péri.

### Vie publique
Livia Frege accueille régulièrement les musiciens et leurs amis dans son appartement au 6 Bahnofstrasse (aujourd'hui Georgiring) à Leipzig et dans leur résidence d'été à Abtnaundorf. Parmi ses invités, on trouve les noms de Robert et Clara Schumann, Heinrich et Elisabeth von Herzogenberg, Conrad et Constance Schleinitz, Felix Mendelssohn, Joseph Joachim, Otto Nicolai, Christian August Pohlenz (en) ou encore Hermann Hartel (de). Julius Stockhausen fréquente aussi son salon artistique. Un chœur associatif d'environ cinquante membres se rassemble dans la maison des Frege entre les années 1850 et 1860. Livia Frege interprétait aussi des œuvres avec son chœur à la Paulinerkirche.
En juin 1848, avec la participation de Julius Rietz, Ferdinand David et Heinrich Behr (de), Livia Frege organise un concert de charité pour soutenir les ouvriers de la Saxe, dans lequel elle interprète des œuvres de Felix Mendelssohn (An die Entfernte, no 3 de ses Six lieder op. 71) et de Julius Rietz (Was singt und sagt ihr mir et Elfe). Les concerts organisé au domicile des Freges ont eu une grande influence sur les goûts musicaux de l'époque. Le biographe de Richard Wagner, Carl Friedrich Glasenapp (de) a tenu pour responsable la famille Frege, parmi d'autres cercles de musique privée, du peu d'accueil de la musique de Richard Wagner à Leipzig.
Dans une lettre, Felix Mendelssohn écrit, à son propos : « Allez à Leipzig et entendez Mme von Frege ; vous vous rendrez un compte exact de mes intentions relativement à leur interprétation ».
En 1878, elle fait la connaissance de la jeune compositrice Ethel Smyth, alors âgée de vingt ans seulement, alors qu'elle même en avait soixante.
Elle meurt le 22 août 1891 à Leipzig et sa mort est signalée dans plusieurs journaux de l'époque, à commencer par Le Ménestrel, mais aussi L'Intransigeant, La Justice ou encore Le Rappel.

### Vie privée
Livia et Woldemar Frege ont eu deux fils, dont le premier, Viktor meurt jeune en 1841 et le second, Arnold Woldemar von Frege-Weltzin devient plus tard un membre du Landtag de Saxe.
Livia Frege était l'amie proche de Felix Mendelssohn, Robert et Clara Schumann mais aussi Ferdinand David et a eu une importante correspondance avec Franz Liszt.

## Hommages
Lors de leurs noces d'or en 1886, la famille Frege a reçu le titre de noblesse héréditaire par le roi de Saxe Albert Ier.
Une rue de Leipzig, la Liviastrasse, a été baptisée d'après son nom en 1889.
Plusieurs compositeurs et compositrices lui ont dédié des œuvres :
- Albert Hermann Dietrich (Cinq Chansons espagnoles, op. 7)
- Julius Otto Grimm (en) (Six Lieder, op. 7)
- Heinrich Marschner (Der Gefangene, op. 141)
- Félix Mendelssohn (Six Lieder, op. 57)
- Julius Röntgen (Pour la jeunesse, op. 4)
- Ernst Rudorff (Six Poèmes de Joseph von Eichendorff, op. 3)
- Clara Schumann (Six Lieder, op. 23)
- Robert Schumann (Six Poèmes, op. 36 et Quatre Chants, op. posth. 142)
- Ethel Smyth (Lieder et ballades, op. 3)